# Turritopsis dohrnii
Turritopsis dohrnii (лат.) — вид биологически бессмертных медуз, обитающих во всём мире, в водах умеренного и тропического климата. Это один из немногих известных случаев, когда животное способно полностью вернуться к стадии неполовозрелой колонии после достижения половой зрелости как одиночная особь. К другим относятся медузы рода Aurelia и Laodicea undulata.
Как и многие гидроидные, Turritopsis dohrnii начинают свою жизнь маленькими свободно плавающими личинками (планула). Планулы оседают и прикрепляются ко дну, образуя колонию полипов. Все полипы и медузы, возникшие из одной планулы, — генетически идентичные клоны.
Ранее были классифицированы как Turritopsis nutricula.

## Описание
Медуза Turritopsis dohrnii имеет колоколообразную форму с максимальным диаметром около 4,5 мм и примерно такой же высоты, как и ширины. Мезоглея в стенках колокола равномерно тонкая, за исключением некоторого утолщения в вершине. Относительно большое брюшко ярко-красного цвета имеет крестообразную форму в поперечном сечении. Молодые особи диаметром 1 мм имеют только восемь равномерно расположенных щупалец, а взрослые особи — примерно 80—90 щупалец.
До генетического исследования считалось, что Turritopsis rubra и Turritopsis nutricula — один вид.

## Распространение
Считается, что Turritopsis возник в Тихом океане, но распространился по всему миру с помощью трансарктических миграций. Turritopsis встречаются во всех океанах, в умеренных и тропических зонах.

## Жизненный цикл
Яйцеклетки развиваются в гонадах самок, зрелые, предположительно, нерестятся и оплодотворяются в море спермой, высвобождаемой самцами. Оплодотворённые яйца развиваются в планулы, которые прикрепляются к морскому дну и развиваются в колонии полипов (гидроидные). От гидроидов почкованием появляются новые медузы, размером около 1 мм, которые затем растут, питаясь планктоном и становясь половозрелыми через несколько недель. Точная продолжительность взросления зависит от температуры океана: при 20 °C — от 25 до 30 дней, а при 22 °C — от 18 до 22 дней.

### Биологическое бессмертие
Большинство видов медуз имеют достаточно фиксированную продолжительность жизни, которая варьируется, в зависимости от вида, от нескольких часов до многих месяцев. Turritopsis dohrnii — единственный известный вид, способный возвращаться к стадии полипа. Это происходит благодаря специальному процессу трансформации, требующему определённых типов клеток (тканей как с поверхности колокола медузы, так и из системы кровообращения).
В ходе экспериментов выяснилось, что медуза на любой из стадий жизни может превратиться обратно в полип: при голодании, резком изменении температуры, снижении солёности или при травме колокола. Причём этот цикл может продолжаться бесконечно благодаря уникальным генам, которых у этого вида медуз в два раза больше, чем у других видов. Turritopsis dohrnii является единственной медузой, способной сохранить до 100 процентов своего потенциала омоложения на пострепродуктивных стадиях.